# Новосергиевка (Тюльганский район)
Новосе́ргиевка — хутор в Тюльганском районе Оренбургской области. Входит в состав Городецкого сельсовета.

## География
Хутор находится на расстоянии примерно 11 км к северо-западу от посёлка Тюльган, административного центра района.

### Часовой пояс
Хутор Новосергиевка, как и вся Оренбургская область, находится в часовой зоне МСК+2. Смещение применяемого времени относительно UTC составляет +5:00.

## Население
| 2010 |
| ---- |
| 120  |

### Национальный состав
Согласно результатам переписи 2002 года, в национальной структуре населения русские составляли 66 % из 148 чел.